# وودلندز، مونتسرات
وودلندز (به انگلیسی: Woodlands) روستای در شرق جزیره مونتسرات قرار دارد. پلاژ شنی سیاه‌رنگ که ناشی از فعالیت‌های آتشفشانی کوه سوفر هیلز است. وودلندز محصور در جنگل و ویلاهای اجاره‌ای پیرامون آن است. برهنگی در وودلندز تحمل می‌شود.